# Darius Jauniškis
Darius Jauniškis (* 14. Januar 1968) ist ein litauischer Offizier. Seit 2015 ist er Leiter des Nachrichtendienstes Departement für Staatssicherheit der Republik Litauen (VSD).

## Leben
2005 absolvierte er das Bachelorstudium der Wirtschaft an der Litauischen Universität für Bildungswissenschaften in Vilnius und 2006 die Offizierskurse am Baltic Defence College in Estland. Von 2011 bis 2012 bildete er sich weiter am College in den USA. 2012 wurde er Master of Strategic Studies an der University of Washington.
Von 1990 bis 1993 arbeitete er in der Leitungsschutzabteilung des Finanzministeriums Litauens und von 1993 bis 1994 am Vadovybės apsaugos departamentas der Regierung Litauens. Ab 1995 diente er beim Amt der Sondertruppen (Ypatingosios paskirties tarnyba, YPT). Von 1997 bis 2006 war er Stellvertreter des YPT-Leiters, von 2006 bis 2008 YPT-Leiter. 2002, 2004 und 2007 nahm er an den Missionen in Afghanistan teil. Von 2008 bis 2015 leitete er die Sondereinsatzkräfte (Specialiųjų operacijų pajėgos, SOP). Seit dem 14. April 2015 ist er Generaldirektor von VSD. Er wurde von der litauischen Präsidentin Dalia Grybauskaitė ernannt.
Jauniškis ist verheiratet. Mit seiner Frau Daina hat er fünf Kinder.

## Karriere
- 1992: Leutnant
- 1998: Oberleutnant
- 2000: Kapitän
- 2002: Major
- 2006: Oberstleutnant
- 2010: Oberst

## Auszeichnungen
- Orden des Vytis-Kreuzes:
  - Riterio kryžius
  - Karininko kryžius
- Sausio 13-osios medalis
- KAS medalis už nuopelnus
- Lietuvos kariuomenės kūrėjo savanorių medalis
- Lietuvos kariuomenės medalis „Už nuopelnus“
- JAV kariuomenės medalis
- KAS medalis už tarptautines operacijas
- Lietuvos kariuomenės medalis „Už pasižymėjimą“